# Venetia e Istria
La provincia de Venetia e Istria (Venetia et Histria) fue una división administrativa del Imperio romano utilizada durante su periodo conocido como «Bajo Imperio». Formaba parte de la diócesis de Italia Anonaria.

## Las provincias del Bajo Imperio romano
Durante la tetrarquía de Diocleciano se realizó una profunda reorganización de la Administración imperial en la que uno de los aspectos más destacados fue la creación de un buen número de provincias mediante la división de las existentes. Aunque se ha visto este proceso como un medio para evitar el surgimiento de usurpadores reduciendo su posible base de poder, parece que el objetivo final era, más bien, el aumento del número de gobernadores y la reducción de su ámbito de actuación para que esta se desarrollase más eficazmente.
Las provincias formaban la base de la pirámide administrativa. En niveles superiores se situaban las diócesis (que agrupaban varias provincias), las prefecturas del pretorio (que agrupaban varias diócesis) y finalmente, el Imperio que se dividía en prefecturas.
Las funciones del gobernador abarcaban todos los ámbitos excepto el militar: mantenían la ley y el orden, ejecutaban las órdenes de los ámbitos administrativos superiores, administraban la justicia en primera instancia, recaudaban los impuestos y otros ingresos imperiales o del emperador y estaban al cargo del servicio postal así como del mantenimiento de los edificios públicos.

## Historia
A diferencia de otras provincias del Bajo Imperio que surgieron como división de las anteriores, Venetia et Histria fue la sucesión de la existente Regio X de Italia,  establecida por Augusto, y que mantuvo sus límites administrativos.  Junto al resto de las ex regiones del norte de Italia, fue agrupada en la diócesis de Italia Anonaria.
Su situación geográfica como área de entrada a la península itálica hizo que sufriera por las invasiones godas durante el gobierno de Honorio: Alarico en 401; Radagaiso en 405 y de nuevo Alarico en 408. Se mantuvo dentro del territorio controlado por este emperador en las varias usurpaciones que, también, sufrió durante su gobierno. Tras el golpe de Estado de Odoacro en 476 que llevó a la desaparición del Imperio occidental y la creación del reino de Italia, formó parte de este último.

## Características
Sus límites administrativos eran: Raetia prima y Noricum mediterranum al norte; la diócesis de Ilírico occidental al este; Flaminia et Picenum al sur y Aemilia et Liguria al sur y oeste. Los geográficos, por su parte, eran el río Adda (oeste), el Po (sur), La costa adriática (este) y las cumbres alpinas (norte). 
Presentaba dos áreas geográficas bien diferenciadas: la mitad norte ocupada por los Alpes y la sur que se extendía por el valle del Po, al norte del río. Tenía un largo tramo costero frente al Adriático que iba desde la desembocadura del citado Po hasta la del río Arsa en la península de Istria. Sus principales ciudades eran:
Junto a la costa adriática: Aquileia —que era la capital provincial—; Pola; Tergeste; Altinum y Atria.
Junto al río Po: Hostilia y Cremona.
En los Alpes: Tridentum y Iulium Carnicum.
En el valle del Po: Brixia; Verona; Vicetia; Patavium y Mantua.
Dentro de la red viaria que discurría por la provincia destacaban la Vía Postumia que atravesaba la provincia de oeste a este y la Vía Claudia Augusta que se dirigía hacia el norte y cruzaba los Alpes por  el paso del Brennero.